# Großsteingrab Darnebeck
Das Großsteingrab Darnebeck war eine mögliche megalithische Grabanlage der jungsteinzeitlichen Tiefstichkeramikkultur bei Darnebeck, einem Ortsteil der Gemeinde Beetzendorf im Altmarkkreis Salzwedel, Sachsen-Anhalt. Es wurde wohl spätestens im 19. Jahrhundert zerstört. Eine Beschreibung der Anlage liegt nicht vor, ihre mögliche Existenz ist nur durch die Bezeichnung „Stein-stücken“ auf einem historischen Messtischblatt belegt.